# Instrumentación biomédica
Instrumentación biomédica es el conjunto de aparatos de medición o mapeo de cualquier variable o variables de interés en el campo de la biología o de las ciencias de la salud.
Los instrumentos biomédicos se desarrollan para satisfacer una necesidad o, en otras palabras, para resolver un problema. Este problema debe ser definido por el usuario o usuarios del instrumento, trátese de un problema clínico, de investigación o industrial.

## Instrumentos Biomédicos
- Rayos X - Mapa bidimensional de densidad
- Resonancia magnética - Mapa bi - y tridimensional de concentración atómica
- Termómetro- Temperatura
- Electrofisiografos - Biopotenciales

- EEG - cerebrales, ECG - cardiacos, EMG - musculares

- Básculas - Peso
- Dosímetro- Dosis de radiación
- Tonómetro- Presión relativa
- Manómetro- Presión relativa

## Unidad de medición
La salida del instrumento, es decir la medición, puede ser numérica, en unidades de una escala estándar; gráfica, en función de otras variables o del tiempo; o como una señal de control para algún sistema realimentado.

## Factores que se consideran en la creación de un instrumento biomédico
El proceso de desarrollo de un instrumento, desde su concepción hasta su comercialización, es muy complejo y requiere generalmente de un esfuerzo multidisciplinario. Esto es debido a la confluencia de disciplinas tan diferentes como la ingeniería y la medicina.
Un tema muy importante que cabe mencionar en el desarrollo de nuevos instrumentos es el contemplar la reacción del usuario con el nuevo instrumento ya que el dicho artefacto puede ser demasiado avanzado, y mucho mejor que lo actual, pero el usuario no desee o no puede hacer uso de él por falta de conocimiento, experiencia en cuanto la tecnología. 

### Factores de medición
- Escala, certeza, sensibilidad, respuesta de tiempo o de frecuencia.

### Factores económicos
- Costo del instrumento, consumibles, compatibilidad con otros equipos, disponibilidad de componentes.

### Factores clínicos
- Medición invasiva o no invasiva, seguridad eléctrica, control de toxicidad o trombosidad, electrofisiografos comodidad del paciente.

### Factores de aplicación y uso
- Eliminación de interferencias, estabilidad, modo de calibración, requisitos de potencia.

### Diseño
El proceso de diseño consiste en elaborar una lista cada vez más completa y detallada de las especificaciones técnicas del instrumento. Estas especificaciones se usarán y modificarán a lo largo del proceso de desarrollo: en la construcción, la evaluación y el rediseño.

### Prototipo
El prototipo debe someterse a pruebas de funcionalidad y desempeño, así como a un análisis de costo-beneficio de las distintas características deseadas. En particular, el protocolo de evaluación debe probar que se cumplieron los criterios de diseño.
El prototipo que completa satisfactoriamente la evaluación de laboratorio generalmente pasa a una evaluación clínica. Para aquellos instrumentos que pueden influir directamente en el estado de salud de un paciente, este tipo de estudios es esencial.

### Evaluación
La primera evaluación es crítica y por lo tanto se hace en forma restringida, con personal de confianza y manteniendo una estrecha interacción con el equipo de diseño. A esta primera evaluación del usuario de le denomina evaluación alpha evaluación alpha.

### Comercialización
En la etapa de comercialización no necesariamente tiene que empezar al concluir la primera etapa de desarrollo.
En esta segunda fase el equipo de diseño debe interactuar con ingenieros de producción, diseñadores industriales, abogados o expertos en normatividad, así como con especialistas en mercadotecnia, ventas y servicio. Muchas veces estos últimos trabajan para una compañía diferente bajo un arreglo contractual con el equipo de diseño.

### Prototipo
El prototipo debe someterse a pruebas de funcionalidad y desempeño, así como a un análisis de costo-beneficio de las distintas características deseadas. En particular, el protocolo de evaluación debe probar que se cumplieron los criterios de diseño.
El prototipo que completa satisfactoriamente la evaluación de laboratorio generalmente pasa a una evaluación clínica. Para aquellos instrumentos que pueden influir directamente en el estado de salud de un paciente, este tipo de estudios es esencial.

### Evaluación
La primera evaluación es crítica y por lo tanto se hace en forma restringida, con personal de confianza y manteniendo una estrecha interacción con el equipo de diseño. A esta primera evaluación del usuario de le denomina evaluación alfa.

### Comercialización
En la etapa de comercialización no necesariamente tiene que empezar al concluir la primera etapa de desarrollo.
En esta segunda fase el equipo de diseño debe interactuar con ingenieros de producción, diseñadores industriales, abogados o expertos en normatividad , así como con especialistas en mercadotecnia, ventas y servicio. Muchas veces estos últimos trabajan para una compañía diferente bajo un arreglo contractual con el equipo de diseño.

### Patente
La patente es la descripción detallada de un invento, que el estado hace publica después de un análisis cuidadoso, y con la cual se otorga una garantía de derechos comerciales por un tiempo limitado (generalmente por 17 años, aunque depende del país). Las patentes protegen dispositivos que muestran el avance existente en determinada área de la tecnología.
- Una buena patente con cobertura en todos los países clave puede fácilmente costar más de 30,000 dólares el primer año, más las cuotas anuales.

### Derechos de autor
Una forma de proteger el mercado de un nuevo producto es mantener en secreto información clave del funcionamiento, la cual no se tiene que divulgar en el proceso de certificación o de mercadotecnia, pues no es esencial para su uso.

### Marcas registradas
Por último, en instrumentos médicos puede ser importante el uso de terminología especial que se vuelve de uso común, y que esta ciertamente ligada con un instrumento en particular. Esta terminología puede registrarse para prohibir su uso no autorizado.

### Certificación
Las certificaciones más importantes son las de seguridad y funcionamiento, por ejemplo, las normas de la secretaria de salud y los permisos de comercialización de la Administración para los alimentos y los medicamentos de Estados Unidos (FDA) o de la comunidad europea.

### Evaluación y validación del producto
El diseño de preproducción preproducción del instrumento debe evaluarse para asegurar que este cumpla con todos los criterios de diseño y las especificaciones técnicas de desempeño.
De la misma manera el instrumento debe ser aprobado por la mayoría cantidad de usuarios y en las condiciones más diversas posibles antes de lanzarlo al mercado.

### Control de calidad
El control de calidad control de calidad incluye varios aspectos: primero se debe incluir un estudio estadístico continuo, generalmente por muestreo aleatorio, de las especificaciones de desempeño.
Segundo, se debe implementar un sistema de seguimiento y documentación de cada falla encontrada. Estas van desde fallas detectadas en la línea de producción hasta los problemas reportados por los usuarios y el personal del servicio.

### Evaluación clínica beta
Como último elemento de evaluación y control, antes de lanzar a la venta el producto es muy recomendable que la versión final del instrumento se someta a una evaluación clínica por los usuarios. Esta evaluación denominada beta difiere de la evaluación alfa en que se lleva a cabo mucho más adelante en el proceso de desarrollo. Hasta esta etapa se debe tener un alto nivel de confianza en el producto y se espera que cualquier falla catastrófica se haya detectado y corregido antes de llegar a dicha etapa.